# José María Betanzos y Hormaechevarría
José María Betanzos y Hormaechevarría OFM (* 7. September 1863 in Gernika, Provinz Bizkaia; † 27. Dezember 1948) war ein spanischer Ordensgeistlicher und römisch-katholischer Apostolischer Vikar von Marokko.

## Leben
José María Betanzos y Hormaechevarría empfing am 16. Oktober 1887 das Sakrament der Priesterweihe für die Ordensgemeinschaft der Franziskaner.
Am 17. Juli 1926 wurde er zum Titularbischof von Callipolis und zum Apostolischen Vikar von Marokko ernannt. Die Bischofsweihe spendete ihm am Stephanstag desselben Jahres der Apostolische Nuntius in Spanien, Erzbischof Federico Tedeschini; Mitkonsekratoren waren der spanische Militärbischof, Francisco Muñoz y Izquierdo, und der Bischof von Lugo, Plácido Ángel Rey de Lemos OFM.
Bischof José María Betanzos y Hormaechevarría blieb bis zu seinem Tod am 27. Dezember 1948 als Apostolischer Vikar im Amt.